# Hans von Koester

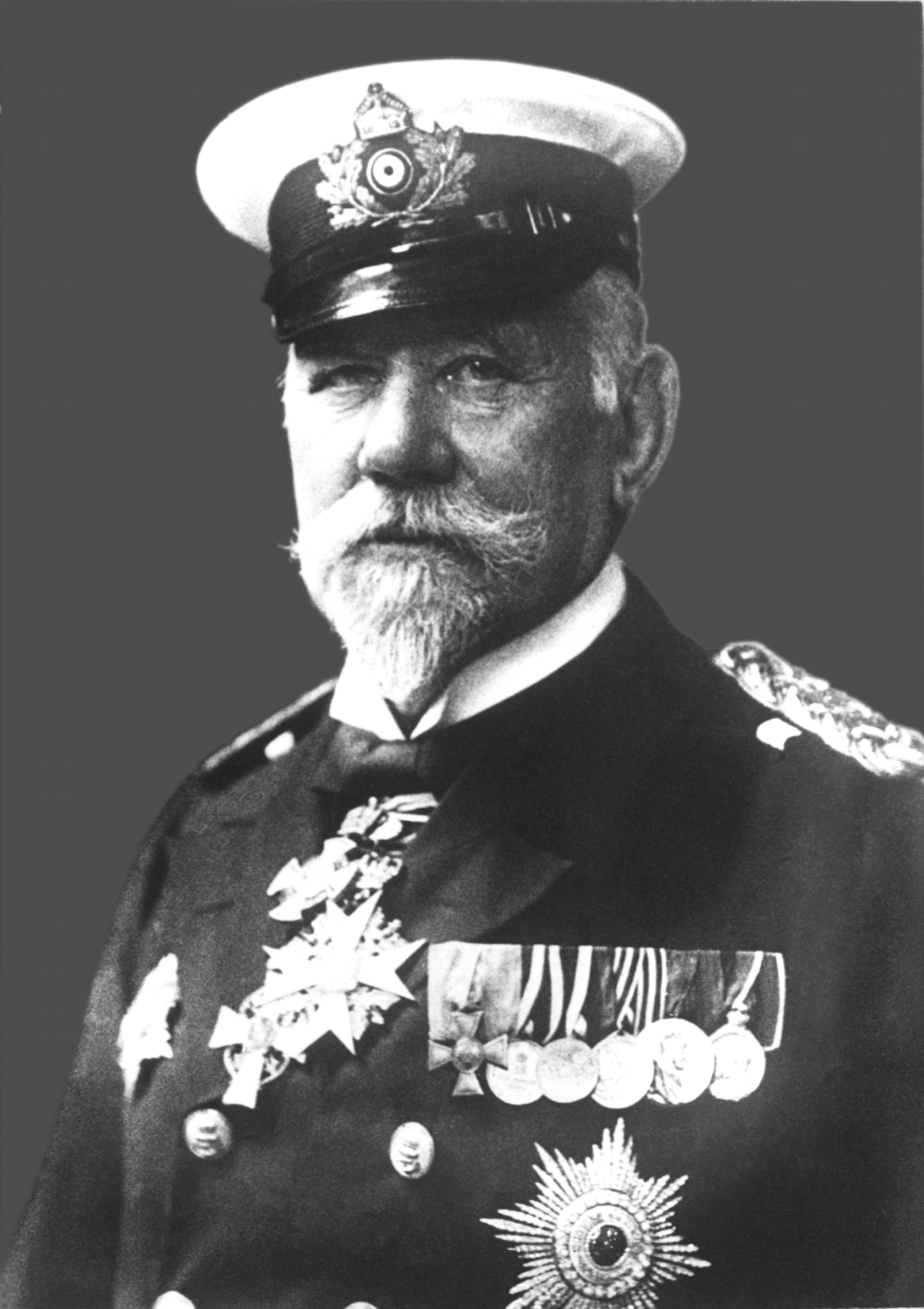
Hans von Koester

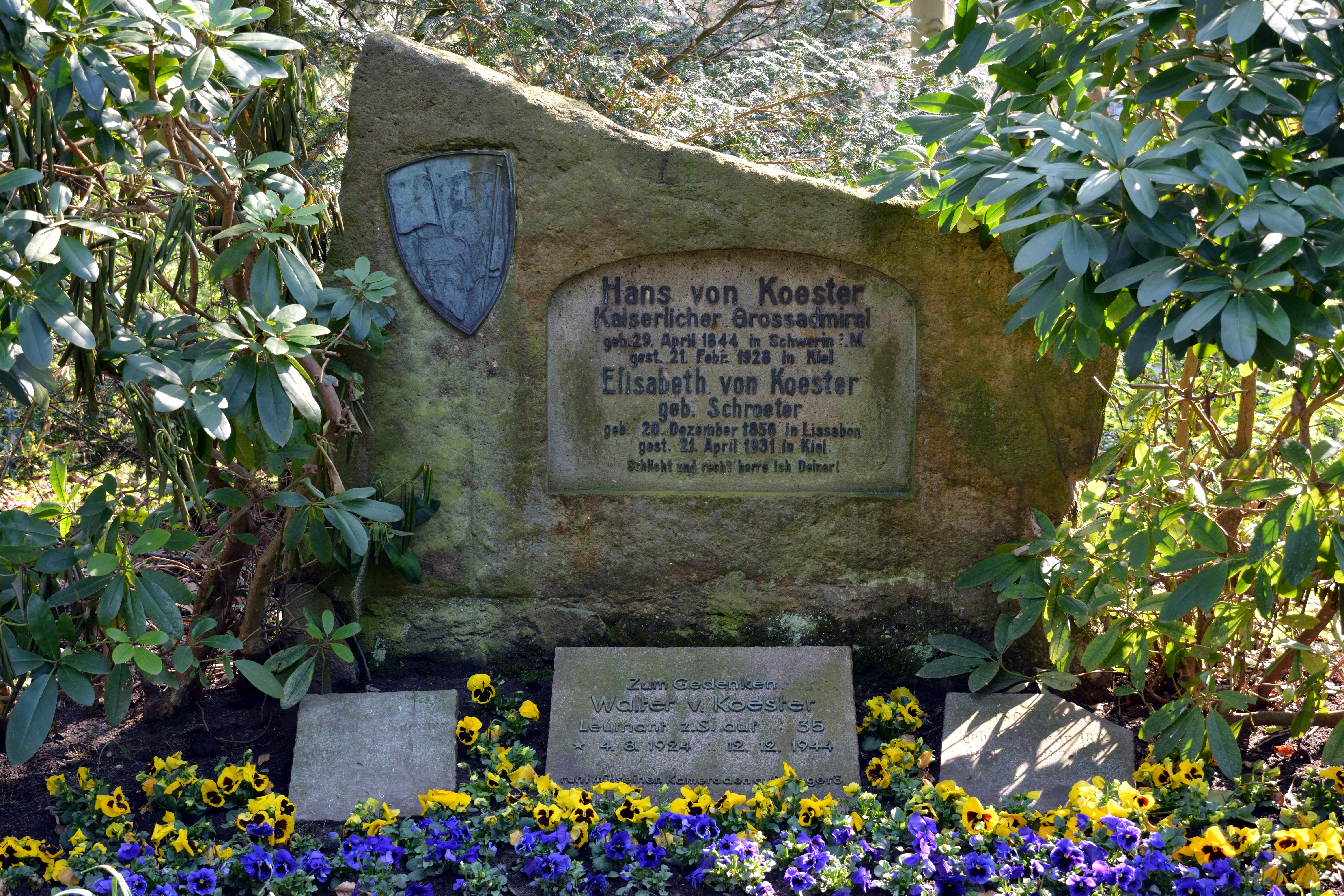
Grab auf dem Nordfriedhof Kiel

Hans Koester, seit 1900 Hans von Koester (* 29. April 1844 in Schwerin, Mecklenburg-Schwerin; † 21. Februar 1928 in Kiel), war ein deutscher Großadmiral und zugleich der erste deutsche Marineoffizier dieses Ranges.

## Leben
Hans Koester war der Sohn des gleichnamigen Schriftstellers und zeitweiligen Reichstagsabgeordneten. Er trat am 21. Juni 1859 in die Preußische Marine, die sich damals in den ersten Anfängen befand, als Kadettenanwärter ein. 1875 erfolgte seine Beförderung zum Korvettenkapitän, bis 1880 war er eingesetzt auf verschiedenen Schulschiffen als Erster Offizier, zuletzt auf der Gedeckten Korvette Prinz Adalbert, mit der Koester von 1878 bis 1880 eine Weltreise machte. Sein erstes längeres selbständiges Kommando als Kommandant der Brigg Undine führte ihn von Ende April 1874 bis Anfang Oktober 1875 auf einer 15-monatigen Reise nach Nord-, Mittel- und Südamerika.
1881 wurde Koester zum Kapitän zur See befördert. Bis zur Ernennung zum Konteradmiral 1889 waren seine wichtigsten Stationen 1883 Kommandant der Schulschiff-Fregatte Niobe, 1884 Kommandant des Panzerschiffes Württemberg und 1887 Kommandant der Panzerfregatte König Wilhelm, des damals größten Schiffes der Kaiserlichen Marine. Von Herbst 1884 bis 1889 war er zweieinhalb Jahre Chef des Stabes der Admiralität in Berlin sowie anderthalb Jahre Oberwerftdirektor in Kiel. Anschließend wurde er, 1890 zum Konteradmiral befördert, Direktor des Allgemeinen Marinedepartements im Reichsmarineamt und übernahm 1891/92 kurz eine Division unter dem Befehlshaber des Übungsgeschwaders, um 1892 nach der Beförderung zum Vizeadmiral wieder bis 1893 als Direktor des Allgemeinen Marinedepartements eingesetzt zu werden. Bis 1903 besetzte er den Posten als Chef des Kommandos der Marinestation der Ostsee in Kiel. In dieser Stellung hat er die Entwicklung der aufstrebenden Garnisonsstadt stark gefördert. 1897 erfolgte die Beförderung zum Admiral, 1899 seine Ernennung zum Generalinspekteur der Marine. Gemäß AKO vom 29. August 1903 wurde er zum Herbst des Jahres zum Chef der zu bildenden aktiven Schlachtflotte und gleichzeitig zum Chef des 1. Geschwaders ernannt. Mit AKO vom 28. Juni 1905 wurde er unter Vorbehalt der Patentierung zum Großadmiral befördert, das Patent seines Dienstgrades vom Tage der Ernennung erhielt er mit AKO vom 28. Juni 1906. Mit AKO vom 13. September 1906 dieser Stellung enthoben, wurde er mit AKO vom 29. Dezember 1906 in Genehmigung seines Abschiedsgesuches mit der gesetzlichen Pension zur Disposition gestellt, in Anerkennung seiner geleisteten Dienste war er auch ferner in der Marine-Rangliste zu führen.
1908 erfolgte die Wahl zum Präsidenten des 1898 gegründeten Deutschen Flottenvereins. Er legte dieses Amt im Oktober 1919 nieder, wurde aber Ehrenpräsident des Vereins, der sich jetzt Deutscher Seeverein nannte. Während des Ersten Weltkrieges wirkte er als Delegierter der Kaiserlichen Marine für die Krankenpflege. Am 18. September 1902 erfolgte die Verleihung des Schwarzen Adlerordens, am 17. September 1905 die Berufung zum Mitglied des preußischen Herrenhauses auf Lebenszeit und am 21. Juni 1909 die Verleihung der Brillanten zum Schwarzen Adler. Am 29. April 1914 wurden ihm die Ehrenbürgerrechte der Stadt Kiel verliehen.
Koester wurde auf dem Nordfriedhof in Kiel in einem Ehrengrab beigesetzt. Schon 1906 wurde die Koesterallee in Kiel nach ihm benannt, 1924 wurde der von ihm initiierte Bau des Alten- und Invalidenheims des Deutschen Flottenvereins in Eckernförde als Koester-Heim getauft.
Von 1935 bis 1947 war in Berlin-Tiergarten das Ufer gegenüber dem ehemaligen Reichsmarineamt als „Großadmiral-von-Koester-Ufer“ nach ihm benannt; heute wieder „Schöneberger Ufer“.

## Auszeichnungen
Nach Marinekabinett (Hrsg.): Rangliste der Kaiserlich Deutschen Marine. 1914, S. 106.
- Schwarzer Adlerorden mit der Kette und Brillanten
- Großkreuz des Roten Adlerordens mit Krone
- Kronenorden I. Klasse
- Großkomtur des Königlichen Hausordens von Hohenzollern
- Preußisches Dienstauszeichnungskreuz
- Großkreuz des Ordens Berthold des Ersten
- Großkreuz des Ordens vom Zähringer Löwen mit Eichenlaub
- Großkreuz des Bayerischen Militärverdienstordens
- Großkreuz des Großherzoglich Hessische Ludwigsorden
- Großkreuz des Greifenordens
- Ehrengroßkreuz des Oldenburgischen Haus- und Verdienstordens des Herzogs Peter Friedrich Ludwig
- Reußisches Ehrenkreuz I. Klasse mit Krone
- Hausorden der Rautenkrone
- Großkreuz des Hausordens vom Weißen Falken
- Großkreuz des Ordens der Württembergischen Krone
- Großkreuz des Leopoldsorden
- Zweiter Grad des Ordens vom Doppelten Drachen I. Klasse
- Elefanten-Orden
- Großkreuzritter des Royal Victorian Order
- Komtur des Ordens Kalākauas
- Komtur des Ordens der Aufgehenden Sonne
- Großoffizier des Ritterordens der Hl. Mauritius und Lazarus
- Großkreuz des Ordens der Krone von Italien
- Großkreuz des Ordens des heiligen Karl
- Großkreuz des Ordens vom Niederländischen Löwen
- Komtur des Sankt-Olav-Ordens
- Großkreuz des Österreichisch-kaiserlichen Leopold-Ordens
- Orden der Eisernen Krone I. Klasse
- Alexander-Newski-Orden mit Brillanten
- Russischer Orden der Heiligen Anna I. Klasse
- Ritter des Seraphinenorden
- Großkreuz des Schwertordens
- Großkreuz des Ordens der Siamesischen Krone